# Riyad Farid Hijab
Riyad Farid Hijab (en árabe: الدكتور رياض فريد حجاب), nacido en 1956, es un político de Siria. Fue el primer ministro de Siria, de junio a agosto de 2012, a las órdenes del presidente Bashar al-Asad. A partir de 2011 a 2012, fue Ministro de Agricultura. El 6 de agosto de 2012, su portavoz y varias organizaciones de noticias dijo que había renunciado y se pasaron al bando rebelde durante la guerra civil con Siria. El Gobierno de Siria confirmó que desertó, con el ministro de Información de Omran al-Zoub diciendo que "el vuelo de algunos personajes, sin embargo de alto rango, no afectará el estado sirio"

## Primeros años, Vida Pública y Carrera
Hijab nació en una familia musulmana sunita de la ciudad de Der Ezzor en Deir ez-Zor gobernación en 1956. Tiene un doctorado en ingeniería agrícola.
Él era presidente de la rama Azzour de la Unión Nacional de Estudiantes Sirios de 1989 a 1998, y que era un miembro de la dirección de la filial del partido desde 1998 hasta 2004 . En 2004 se convirtió en secretario Hiyab de la rama de Der Ezzor de Al-Baath Árabe Socialista, un puesto que mantuvo hasta 2008.
Hijab fue nombrado Gobernador de Quneitra gobernación al amparo del Decreto 336 de 2008 del presidente de Siria, y el 22 de febrero de 2011, fue nombrado Gobernador de Latakia Gobernació.
Fue nombrado Ministro de Agricultura y Reforma Agraria de 14 de abril 2011 , en sustitución de Adel Safar que había sido nombrado primer ministro de Siria.
El 6 de junio de 2012, después de una elección parlamentaria, que fue boicoteada por los rebeldes, Hijab fue nombrado por el presidente Bashar al-Asad como el primer ministro de Siria. BBC lo describió como «un firme partidario de Asad y un miembro clave del gobernante Partido Baath». El nombramiento sorprendió informes de expertos, como al-Asad, se esperaba que dar credibilidad a su gobierno más al nombrar a un no-baazista . 

## Renuncia y Deserción al bando de la Rebelión Siria
En el mes de julio, el primer ministro, Riad Hijab, nombrado el pasado mes de junio, desertó para unirse «a la Revolución», según explicó su portavoz. La televisión estatal había informado anteriormente de que había sido el gobierno el que había decidido prescindir de Hijab. Esta decisión se produjo cuando las tropas leales a Asad preparaban un asalto a Alepo para echar a los rebeldes de la capital comercial del país. Hijab fue sustituido por el hasta entonces viceprimer ministro Omar Ghalawanyi.

## Familia y exilio en Jordania
El primer ministro de Siria completó su deserción al amanecer tras ingresar a Jordania luego de pasar dos días escondido en su propio país, según las autoridades jordanas y el portavoz del rebelde Ejército Libre Sirio.

## Nuevo Primer Ministro
El presidente sirio, Bachar al Asad, nombró el 9 de agosto de 2012 como primer ministro del país al actual titular de Sanidad, Wael al Halqi, informó la televisión siria.Al Asad cesó el pasado lunes 5 de agosto de 2012 a su antecesor, Riad Hiyab, que desertó del régimen y se refugió en Jordania, y puso en su lugar al viceprimer ministro Omar Galauanyi.

## Razones de la deserción
Debido al ataque de la población civil y las masacres señaló su portavoz el porqué de la renuncia: "Por este medio anuncio que me distancio de un régimen asesino y terrorista y que me uno a la revolución de la libertad y la dignidad", señala el texto, que fue leído por su portavoz, Mohammed Ottri

## Familia
El ex primer ministro es sunni y tiene cuatro hijos.

## primeras declaraciones
El martes 14 de agosto de 2012, el primer ministro de Siria que desertó del gabinete del presidente Bashar Asad dijo que se une a las filas rebeldes e instó a otras personalidades políticas y líderes militares a que se aparten del régimen.